# Micranthes subapetala
Micranthes subapetala är en stenbräckeväxtart som först beskrevs av E. Nels., och fick sitt nu gällande namn av John Kunkel Small. Micranthes subapetala ingår i släktet rosettbräckor, och familjen stenbräckeväxter. Inga underarter finns listade i Catalogue of Life.